# 幕末塾
幕末塾（ばくまつじゅく）は、日本の演劇パフォーマンスユニット、男性アイドルグループである。デビュー時の所属事務所は太田プロダクション、レコード会社はNECアベニュー。

## 概要
1988年2月14日、当時原宿でストリートパフォーマンス活動をしていた数十名の中から11名の有志で結成される。当初は「一世風靡セピア」のようなパフォーマンスグループを目指していた。その後、正志郎（せいしろう）というメンバーがアクロバットの練習中の転落事故により死亡。残った10名で活動を続ける。
同年5月、フジテレビ主催の『ナイスガイ・コンテスト』に出場し、「幕末塾」全体で準グランプリを受賞（このときのグランプリ受賞者は吉田栄作）。太田プロダクション所属となり、下北沢駅前劇場で月1回の定期ライブで演劇・コントなどを披露する。
秋元康のプロデュースにより、1989年4月26日にシングル「Come on Let's Dance」でデビュー。1990年4月には日本青年館で単独コンサートを開催した。
グループ全体での活動が続いていたのは1988年から1990年末の実質3年程度で、当時からメンバーは個人での活動をしていた。正式に解散や活動休止の宣言がされたことはなく、榊原が（自身は「昔いたグループ」としながらも）「幕末塾は正式に解散していない」という発言もしているが、メンバーのほとんどはブログ等で自分達を「元・幕末塾」「元メンバー」と称している。
2000年代に入って以降も、咲輝、鼓太郎、彦摩呂、雅、小次郎などは他メンバーの舞台観劇、プライベートでの交友などを報告することがある。
2022年1月26日、「あいつ今何してる? 復活2時間SP」にて30年ぶりにパフォーマンスを披露した。

## 沿革
- 1988年2月14日、パフォーマンス集団「幕末塾」結成
- 1988年5月8日、フジテレビ主催「ナイスガイ・コンテスト・イン・ジャパン」にて準優勝を獲得
- 1988年12月18日 - 21日、香港ロケ（プロモーションビデオ）
- 1989年4月4日、デビュー・コンサート（サウンド・コロシアムMZA有明）
- 1989年6月2日 - 6日、サイパン ロケ（プロモーションビデオ）
- 1990年4月15日、ファースト・コンサート（日本青年館）「時代を殴るには自分の素手がいい」

## メンバー
メンバーの名前は基本的に本名（数名は本名と芸名は別）から一部を取り、幕末志士風にアレンジしたもの。CDジャケット等では、「番号 - 幕末塾生名 - 本名」という表記がされている。
（★は太田プロダクション在籍者）
01 - 左鈴気（さすけ）
本名：鈴木純一（すずき じゅんいち）
メンバー総出演となったテレビドラマ『びんた』では咲輝・鼓太郎とともにメインキャストの一人を務めた。
ブレイクダンス命の人気キャラクターとして活動。
02 - 彦摩呂 （ひこまろ）★
本名：原吉彦（はら よしひこ）
2代目リーダー。
2000年代にグルメレポーターとして知名度を上げた頃から、幕末塾活動時との体型のギャップがよくバラエティ番組で取り上げられ、当時の映像を流されることがある。自身も「元アイドル」をよくネタにしている。
03 - 雅 （みやび）
本名：森雅彦（もり まさひこ）、現・雅まさ彦
歌、ダンス中心だったが、黒之助とコンビを組み太田プロライブに出演しコントをすることもあった。太田プロダクション退所後は俳優を続けながら芸能プロダクションを設立、子役の育成を行っている。
04 - 新兵衛 （しんべえ）
本名：白部由起夫(しらべ ゆきお）
初代リーダー。1991年に「片岡新兵衛」と改名、太田プロダクション退所後は「高杉新兵衛」と改名し俳優として活動。その後、本名の「白部由起夫」としてゴルフのティーチングプロに転身。俳優としても活動再開。
05 - 黒之助 （くろのすけ）
本名：賀川裕（かがわ ひろし）、現・賀川黒之助 ★
強面風だが、心優しいアクロバットリーダーのキャラクターとして活動。。
06 - 剣介 （けんすけ）
本名：浅川和男（あさかわ かずお）、現・浅川剣介
浜田省吾と剣道をこよなく愛す、熱血シンガーソングライターのキャラクターとして活動。
07 - 鼓太郎 （こたろう）★
本名：宮川美一（みやかわ よしかず）
メンバー最年少で、CDデビュー時は18歳であった。芸名の由来は名前ではなく、和太鼓の奏者であったことから命名。
08 - 咲輝 （さかき）
本名：榊原利彦（さかきばら としひこ）、現・榊原利彦
早い時期から単独でのテレビドラマ出演が多くなり、当時から最も人気の高いメンバーとされていた。1993年に「榊原利彦」と改名。
09 - 小次郎 （こじろう）
本名：小澤伸次（おざわ しんじ）、現・沢井小次郎
幕末塾メジャーデビュー当時、TBS「文化の日 スペシャル」の生放送で、UFOを呼んだり、絵画を描いたら狂人的な画風だったり、デビュー前には、スリランカで宝石を掘り当てたりと、破天荒でミステリアスなキャラクターとして活動。
10 - 尚舞 （なお）
本名：長岡尚彦（ながおか なおひこ）、現・長岡尚彦 ★
パンクロックバンド出身の癒し系キャラクターとして活動。

## 作品

### シングル
| #             | 発売日         | タイトル                           | B面                      | 規格          | 規格品番      |
| NECアベニュー | NECアベニュー  | NECアベニュー                      | NECアベニュー            | NECアベニュー | NECアベニュー |
| ------------- | -------------- | ---------------------------------- | ------------------------ | ------------- | ------------- |
| 1st           | 1989年4月26日  | Come on Let's Dance                | コイントスして決めようぜ | EP            | N06E-32       |
| 1st           | 1989年4月26日  | Come on Let's Dance                | コイントスして決めようぜ | 8cmCD         | N09C-25       |
| 2nd           | 1989年8月2日   | おちつきなよ -Calm Down in Summer- | 下北沢ナイト             | EP            | N06E-34       |
| 2nd           | 1989年8月2日   | おちつきなよ -Calm Down in Summer- | 下北沢ナイト             | 8cmCD         | N09C-34       |
| 3rd           | 1990年1月30日  | 時代を殴るには自分の素手がいい     | 待たせたね               | 8cmCD         | N09C-39       |
| 4th           | 1990年11月21日 | カンベンしてよ                     | 幕末塾 恋の教え十ヶ条    | 8cmCD         | NADL-1010     |

### アルバム

#### オリジナルアルバム
|               | 発売日        | タイトル                       | 規格          | 規格品番      |
| NECアベニュー | NECアベニュー | NECアベニュー                  | NECアベニュー | NECアベニュー |
| ------------- | ------------- | ------------------------------ | ------------- | ------------- |
| 1st           | 1989年7月5日  | 夜明け前 Before Dawn           | LP            | N25U-28       |
| 1st           | 1989年7月5日  | 夜明け前 Before Dawn           | CD            | N29C-28       |
| 2nd           | 1990年3月21日 | 時代を殴るには自分の素手がいい | CD            | N29C-45       |

### ビデオ
|               | 発売日        | タイトル      | 規格          | 規格品番      |
| NECアベニュー | NECアベニュー | NECアベニュー | NECアベニュー | NECアベニュー |
| ------------- | ------------- | ------------- | ------------- | ------------- |
| 1st           | 1989年6月21日 | With          | VHS           | N33V-4        |

### タイアップ
| 曲名                           | タイアップ                               | 収録作品                                   |
| ------------------------------ | ---------------------------------------- | ------------------------------------------ |
| Come on Let's Dance            | テレビ朝日系『マスカットリップス』主題歌 | シングル「Come on Let's Dance」            |
| 時代を殴るには自分の素手がいい | TBS系テレビドラマ『びんた』主題歌        | シングル「時代を殴るには自分の素手がいい」 |

## 出演

### CM
- 明治「アメリカンポテト」（1990年）

### テレビ
- TBS金曜スペシャル「時代を殴るには自分の素手がいい」 幕末塾のすべて

テレビドラマ
- びんた （1990年1月 - 3月、TBS） - 青山康夫 役（咲輝）)、提伸二 役（鼓太郎）、三河サブ 役（左鈴気）
- 映画みたいな恋したい（テレビ東京）
  - 麗しのサブリナ（1991年4月6日） - 彦摩呂
  - レイダース 失われた〈聖櫃〉（1991年6月15日）

### Vシネマ
- 夜光中の街（1992年） - 小次郎、鼓太郎、雅、剣介、新兵衛、黒之助

### 映画
- 押忍!!空手部（1990年） - 神雷直人（新兵衛）、松下（尚舞）、斎藤（彦摩呂）
- はいすくーる仁義（1991年 - 1994年、大映） - 米田明（小次郎）、黒井純一（鼓太郎）、西守（雅）、屋代（剣介）
- 必殺!5 黄金の血（1991年、松竹）− 雅、剣介、小次郎

### 舞台
- 1988年 - 1990年 下北沢駅前劇場「幕末塾」第1回 - 第16回公演（プロデュース：秋元康／脚本：寺田敏雄／演出：今井啓穀生）
  - 1988年8月22日 第1回ライブ「せみの命は短くて」
  - 1988年9月6日 第2回ライブ「KOSHI-EN」
  - 1988年10月31日 第3回ライブ「コイン・トスして決めようぜ」
  - 1988年11月28日 第4回ライブ「暁のソルジャー 望郷編」
  - 1988年12月26日 第5回ライブ「ロマンチックは胸はって」
  - 1989年1月24日 第6回ライブ「真冬のロンリーウェイ」
  - 1989年3月8日 第7回ライブ「元気を出して」
  - 1989年4月17日 第8回ライブ「Come on Let's Dance」
  - 1989年5月2日 第9回ライブ「俺たちは天使じゃない」
  - 1989年6月12日 第10回ライブ「夢をあきらめないで」
  - 1989年7月31日 第11回ライブ「おちつきなよ」
  - 1989年8月28日 第12回ライブ「ラブレター」
  - 1989年8月30日 第13回ライブ「夢をあきらめないで」
  - 1989年10月23日 第14回ライブ「もうひとつの土曜日」
  - 1989年12月27日 第15回ライブ「NO-SIDE」
  - 1990年1月17日・18日 第16回ライブ「アゲイン」
- 1990年2月26日・27日 本多劇場「ロマンスが降りてきた街」（プロデュース：秋元康／脚本：寺田敏雄／演出：今井啓穀生）